# Plastingia
Plastingia là một chi bướm ngày thuộc họ Bướm nâu.